# Brocourt-en-Argonne
Brocourt-en-Argonne é uma comuna francesa na região administrativa do Grande Leste, no departamento de Meuse. Estende-se por uma área de 6.7 km², e possui 46 habitantes, segundo o censo de 2018, com uma densidade de 6.9 hab/km².